# 지옥강하

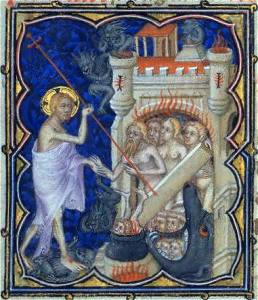
예수의 지옥 강하. 장 1세 드 베리 공작의 요청으로 제작된 14세기의 삽화.

예수의 지옥강하(라틴어: Descensus Christi ad Inferos)는 예수가 십자가 처형과 부활 사이의 기간에 지옥에 내려갔다 올라왔다는 기독교 교리를 의미한다. 예수는 지옥에서 자신의 승리를 알리며 노아의 이전부터 그곳에 갇혀 있던 영혼들에게 복음을 전했다는 것이 골자이다. 음부강하(陰部降下), 지옥하강(地獄下降) 등으로도 불린다.
그리스도의 강하는 사도신경과 아타나시우스 신경에서 "그는 지하 세계로 내려가셨다"(라틴어: descendit ad inferos)라는 내용으로 언급되지만, 여기에는 엄밀히 죽은 자들을 해방시켰다는 내용은 명시되어 있지 않다. 신약성경에서는 베드로의 첫째 편지 4장 6절에서 "죽은 자들에게도 복음이 전파되었다"고 암시한다. 가톨릭교회 교리서는 에페소인들에게 보낸 편지 4장 9절의 "[그리스도께서] 땅의 가장 깊은 곳으로 내려가셨다"는 구절도 이러한 해석을 뒷받침한다고 설명한다. 그러나 이러한 신약의 구절들이 꼭 지옥강하로 해석되는 것은 아니고, 장 칼뱅을 비롯한 개신교 신학자들은 다른 신학적 해석을 견지하기도 한다. 전례력 상에서 성토요일에 기념된다.
가톨릭 백과사전에 따르면, 이 이야기가 처음으로 명확하게 서술된 부분은 니고데모 복음서의 빌라도 행전 부분이며, 이전의 베드로와 바울 행전에서도 언급된다. 지옥 강하 이야기는 카드몬(Cædmon)과 카이누울프(Cynewulf) 등 7-8세기의 고대 영시에서도 다루어졌다. 이후 약 1000년경 에인셤의 엘프릭(Ælfric of Eynsham)의 설교집에서 "지옥강하(Harrowing)"라는 용어가 처음으로 등장한다. 중세 영어의 극문학에서는 이 주제가 가장 풍성하고 극적으로 재생산되었다.
기독교 미술에서 이 주제는 '아나스타시스(Anastasis, 그리스어로 "부활")'라는 표제로도 알려져 있는데, 비잔틴 문화에서 창안된 것으로 여겨지며 서유럽에서는 8세기 초에 처음 등장하였다.

## 배경
구약성경의 사람들은 의인이든 악인이든 모든 사람이 죽으면 셰올이라는 어둡고 고요한 곳으로 간다고 믿었다. 이후 바빌론 유수를 겪은 뒤 제2성전기의 여러 문헌들은 권선징악을 따라 셰올의 개념을 확장하여, 죽은 사람들이 생전에 어떤 삶을 살았는지에 따라 가는 곳을 다르게 설정하기 시작하였다.
신약성경은 일반적인 죽은 자들의 장소인 셰올과 최후의 심판에서 정죄받은 자들의 영원한 운명을 구별하고 있다. 이 영원한 운명은 다양한 방식으로 묘사되는데, 예를 들어 게헨나, 바깥 어두운 곳, 또는 영원한 불못 등으로 묘사되었다.

## 성경적 근거

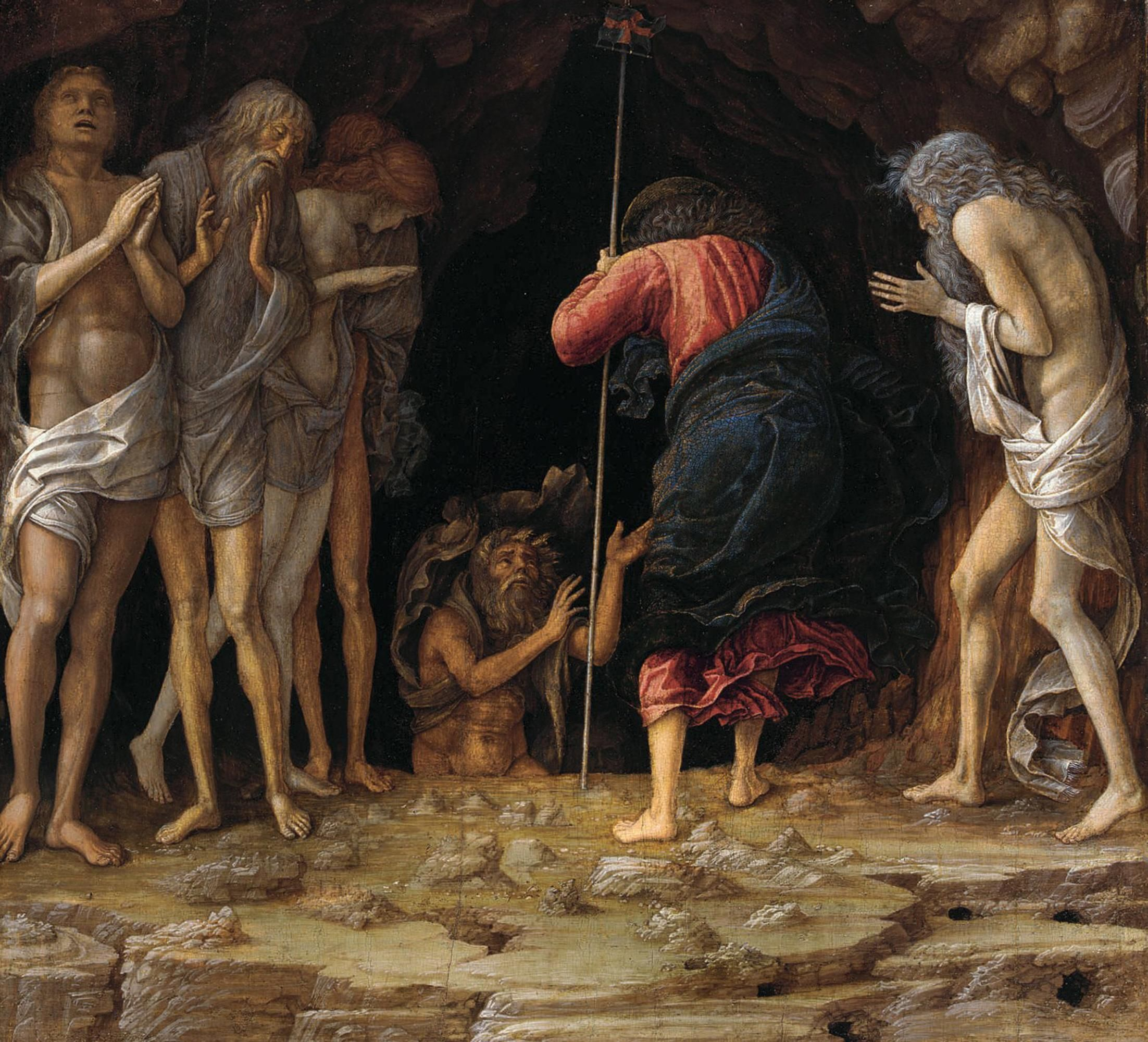
안드레아 만테냐가 약 1470년경에 그린 《그리스도의 림보 강하》

지옥 강하의 교리는 신약성경의 여러 구절로 뒷받침된다.
- 마태복음 12장 40절: "요나가 밤낮 사흘 동안 큰 물고기 뱃속에 있었던 것처럼, 인자도 밤낮 사흘 동안 땅속에 있을 것이다."
- 마태복음 27장 50–54절: "예수께서 다시 큰 소리로 외치시고 영혼이 떠나셨다. 그때 성전의 휘장이 위에서 아래까지 찢어지고, 땅이 흔들리며 바위가 갈라지고, 무덤들이 열리며 잠든 많은 성도들의 몸이 살아났다. 그들은 예수의 부활 후에 무덤에서 나와 거룩한 성에 들어가 많은 사람들에게 나타났다. 예수를 지키던 백부장과 그와 함께 있던 사람들이 지진과 일어난 일을 보고 몹시 두려워하며 말하였다. '진실로 이 사람은 하나님의 아들이셨다.'"
- 사도행전 2장 24절: "그러나 하나님께서는 그를 사망의 고통에서 풀어 살리셨습니다. 이는 그가 사망에 매여 있을 수 없었기 때문입니다."
- 사도행전 2장 31절: "다윗은 장차 올 일을 미리 보고 메시아의 부활을 말하였습니다. '그는 스올에 버려지지 않았고, 그의 육신도 썩음을 당하지 않았다.'"
- 에베소서 4장 9절: "그가 '올라가셨다' 하였은즉, 땅의 낮은 곳으로 내려가셨다는 뜻이 아니겠느냐?"
- 골로새서 1장 18절: "그는 몸인 교회의 머리이시며, 시작이시고 죽은 자들 가운데서 먼저 살아나신 분이시니, 이는 그가 만물 가운데서 으뜸이 되려 하심이라."
- 베드로전서 3장 18–19절: "그리스도께서도 죄를 위하여 한 번 고난을 받으사, 의로운 분이 불의한 자들을 대신하셨으니, 이는 우리를 하나님께로 인도하시려는 것입니다. 그는 육체로는 죽임을 당하셨으나 영으로는 살아나셔서 옥에 있는 영들에게 선포하셨습니다."
- 베드로전서 4장 6절: "이를 위하여 죽은 자들에게도 복음이 전파되었으니, 이는 그들이 육체로는 사람들처럼 심판을 받으나, 영으로는 하나님을 따라 살게 하려 함이라."

신학자 한스 우르스 폰 발타자르는 다음의 구절들도 지옥강하 교리를 뒷받침한다고 보았다.
- 마가복음 3장 24–27절: "만일 나라가 스스로 분열되면, 그 나라는 설 수 없고, 집이 스스로 분열되면, 그 집도 설 수 없다. 만일 사탄이 스스로 일어나서 분열되면, 설 수 없고, 그 끝이 온 것이다. 사람이 먼저 강한 자를 결박하지 않고는 그 집에 들어가 물건을 훔칠 수 없다. 결박한 후에야 그 집을 털 수 있다."
- 마태복음 16장 18절: "또 내가 네게 이르노니, 너는 베드로라. 내가 이 반석 위에 내 교회를 세우리니, 음부의 권세가 이기지 못하리라."

이 구절들은 예수 그리스도의 권능과 사탄의 무능함을 강조한다고 해석된다.

## 초대 교회의 가르침

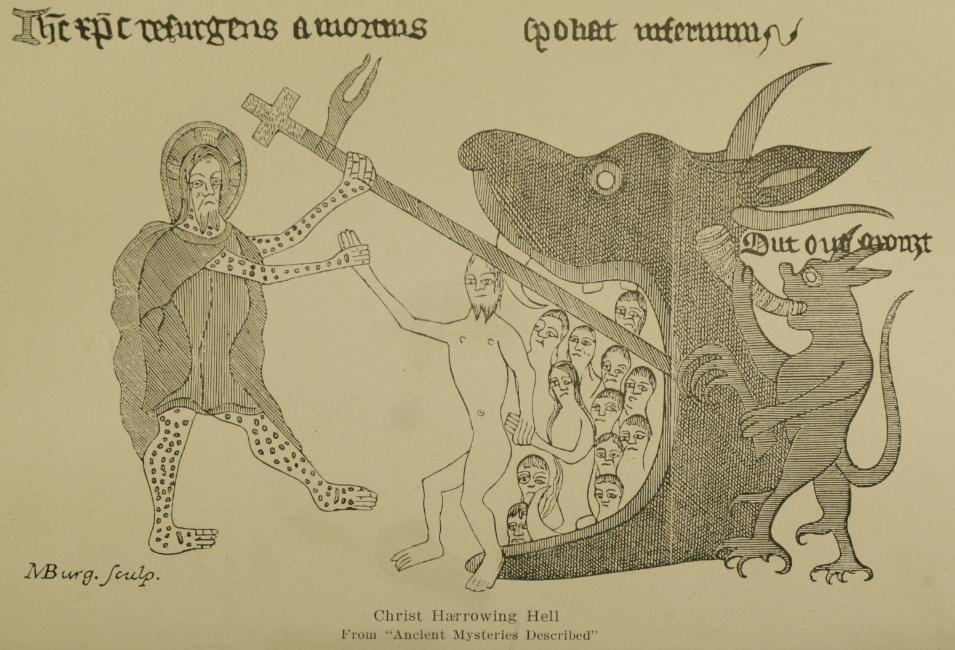
입을 벌린 지옥에 복음을ㅇ알리는 예수

초대 교회의 신학자들은 지옥강하 교리를 가르쳤다. 사르디스의 멜리토(~180)는 그의 유월절 설교와 특히 성토요일 설교에서 이 주제를 다루었다. 테르툴리아누스는 《영혼에 대한 논문》 55장에서 이 개념을 언급하기는 했지만 여기에 동의하지는 않았다. 또한 로마의 히폴리투스는 《그리스도와 적그리스도에 대한 논문》에서, 오리게네스는 《켈수스 반박》 2:43에서, 그리고 후대의 암브로시우스(~397년)도 지옥 강하에 대해 기록하였다.
초대 교회의 이단인 마르키온과 그의 추종자들도 지옥 강하에 대해 논의했는데, 그 내용은 터툴리안, 이레니우스, 에피파니우스의 저작에서 언급된다. 6세기 이단 종파인 크리스톨리테스는, 다마스쿠스의 요안니스의 기록에 따르면, 예수가 영혼과 육신을 지옥에 두고 신성만을 가지고 천국으로 올라갔다고 믿었다.
마태복음은 예수가 십자가에서 사망한 직후, 땅이 흔들리고, 어둠이 덮이며, 성전의 휘장이 찢어지고, 많은 성도들이 부활하여 예루살렘에 나타난 사건을 기록하고 있다(마태복음 27:53). 신학자 한스 우르스 폰 발타자르는 이를 예수께서 죽음을 정복하셨다는 상징적이고 상상적인 묘사라고 설명하였다.
신약외경인 니고데모의 복음서는 예수의 지옥 강하가 십자가 처형 이전에 나사로를 살린 사건을 통해 미리 예시되었다고 기록한다.
중세에 널리 읽힌 니고데모 복음서의 일부로 후대에 추려진 빌라도 행전은 3세기경의 원본을 기반으로 수많은 보완과 추가가 이루어진 작품인데, 17장부터 27장은 Decensus Christi ad Inferos(그리스도의 지옥 강하)라 불리며, 하데스와 사탄 사이의 대화를 극적으로 묘사하고 영광의 왕이 지옥에 들어가는 장면을 묘사한다. 이는 지옥의 가장 깊은 곳인 타르타로스에서 일어나는 사건으로 묘사되었다.
아우구스티누스는 그의 99번째 서신에서 이 주제가 많은 난해함을 포함하고 있다고 고백하였다. 그러나 그는 다음과 같이 단언하였다:
"예수 그리스도께서 죽음 이후 영혼으로 지하 세계에 내려가셨다는 것은 의심의 여지가 없다."
그리고 다음과 같은 결론을 내렸다:
"누가 그리스도께서 지옥에 계셨다는 것을 부인하겠는가, 믿지 않는 자가 아니라면?"

(라틴어: Quis ergo nisi infidelis negaverit fuisse apud inferos Christum?)
아우구스티누스는 지옥에 있는 영혼들이 신적 정의에 빚지고 있기 때문에 그곳에 있으며, 구원이 선포되는 것은 그들이 구원을 받을 수 있는 상태이기 때문이라고 보았다.

## 교리와 해석

### 정교회

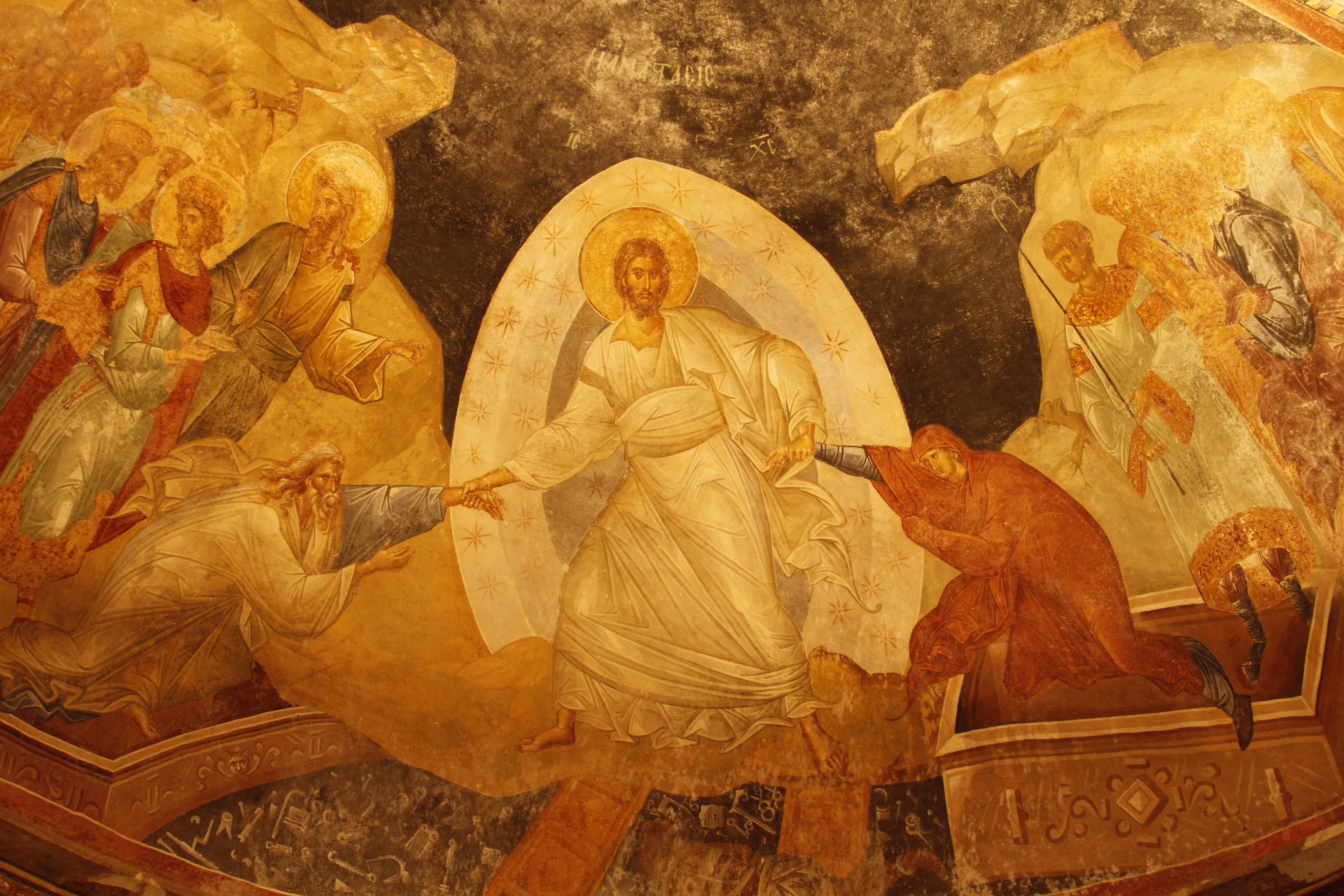
이스탄불 카리예 박물관에 묘사된 1315년경의 프레스코화.

요한네스 크리소스토모스가 이 주제에 대해 다룬 부활절 설교는 정교회에서 전통적으로 부활 성야(Paschal Vigil) 동안 낭독된다. 이 예식은 동방 정교회에서 부활 성야의 절정에 해당하는 예배이다.
동방 정교회에서는 거룩하고 위대한 토요일에 성 바실리오스의 대만찬예배 중에 하데스 강하를 매년 기념한다. 비잔틴 전례에서 표준적으로 진행되는 이 예식은, 예배가 시작될 때 교회의 휘장과 성직자들의 복식이 보통 보라색이나 검은색과 같은 사순절의 어두운 색상으로 장식된다. 그러나 복음서가 낭독되기 직전에, 전례 색상이 흰색으로 바뀌고, 보제가 분향을 하며, 사제는 월계수 잎을 교회 안에 흩뿌린다. 이는 지옥의 문이 깨졌음을 상징하며, 그리스도의 하데스 강하를 기념하고 곧 다가올 부활을 기대하는 의미를 담고 있다.

#### 이콘
지옥강하는 서방 교회보다 동방 정교회의 이콘에서 더욱 일반적이고 두드러진 주제이다. 거룩한 토요일의 전통적인 성화로 사용되며, 부활절 기간과 일년 내내 매주 일요일에 사용된다.
동방 정교회의 전통적인 예수 그리스도의 부활 성화는 단순히 예수께서 무덤에서 나오시는 육체적 장면을 묘사하는 것이 아니라, 그분의 죽음과 부활이 이루어낸 영적 실재를 드러낸다. 이 성화는 흰색과 금색의 옷을 입고 신적 위엄을 상징하는 예수가 하데스의 청동 문 위에 서 있는 모습을 담고 있다. 이 문들은 십자가 형태로 부서져 있으며, 이는 예수가 십자가의 죽음을 통해 죽음을 죽음으로 이기셨다는 믿음(부활절 찬송 Paschal Troparion)을 상징한다.
예수는 아담과 하와의 손목을 붙잡고 하데스에서 끌어올리시는 모습으로 그려지는데, 이는 인류가 스스로 원죄에서 벗어날 수 없으며, 오직 야훼의 역사를 통해서만 구원이 가능하다는 신학적 교리를 나타낸다.
예수의 주변에는 아브라함, 다윗 등 구약의 의인들이 함께 묘사된다. 성화의 하단에는 하데스가 어둠의 심연으로 표현되며, 부서진 자물쇠와 사슬 조각들이 흩어져 있다. 또한 어둠 속에 사슬에 묶인 한두 명의 인물이 등장하기도 하는데, 이는 보통 죽음이나 악마를 의인화한 것으로 해석된다.
이러한 성화는 예수 그리스도의 죽음과 부활이 죄와 죽음의 권세를 깨뜨리고 인류를 구원으로 이끈다는 동방 정교회의 신학을 시각적으로 잘 표현하고 있다.

### 가톨릭

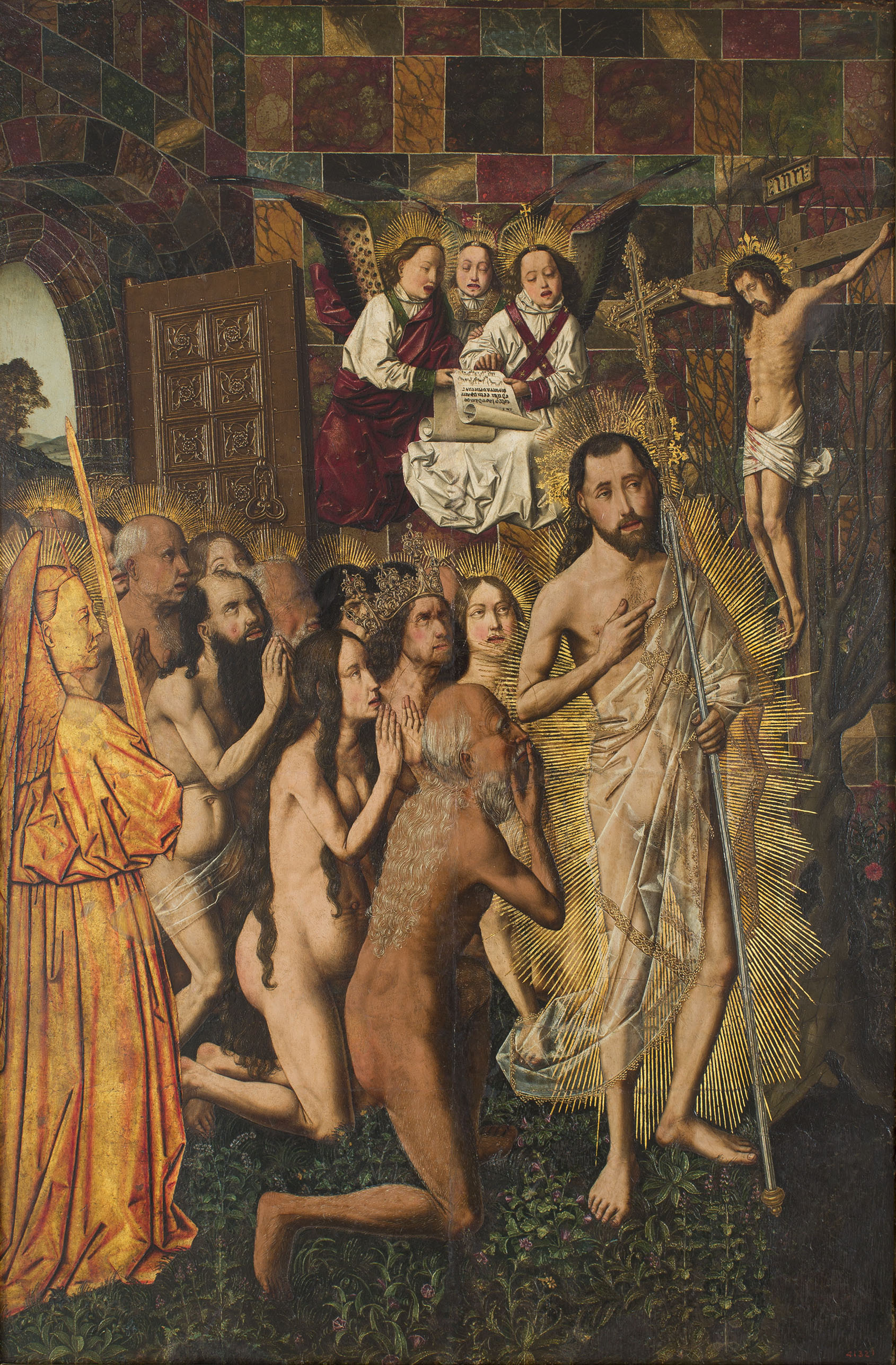
예수가 므두셀라, 솔로몬, 시바의 여왕을 비롯한 구약성경속 의인들을 끌고 나오는 모습. 1480년경의 작품.

로마 가톨릭교회에서는 성토요일에 봉헌되는 독서기도의 두 번째 독서로 사용되는 고대 강론이 있다. 이는 저자가 알려지지 않았으며 보통 "주님의 지옥 강하(The Lord's Descent into Hell)"라는 제목으로 불린다.

가톨릭 교리서는 다음과 같이 설명한다:
그가 지옥에 내려가셨다’는 표현은 사도신경에서 예수님께서 실제로 죽으셨으며, 우리를 위해 죽음을 통해 죽음과 죽음의 권세를 가진 악마(히브리서 2:14)를 정복하셨음을 고백합니다. 인간 영혼이 신성과 결합된 채로, 죽으신 그리스도는 죽은 이들의 영역으로 내려가셨습니다. 그리고 그분은 그보다 앞서 세상을 떠난 의인들을 위해 천국의 문을 여셨습니다." (CCC 632)
교리서에서 언급되는 "지옥"은 일반적으로 우리가 이해하는 영원한 형벌의 장소와는 다르다. 이는 노르드어의 "Hel", 라틴어의 "infernus, infernum, inferni", 그리스어의 "ᾍδης(하데스)", 히브리어의 "שאול(셰올)"**과 같은 단어들이 가리키는 것으로, 모든 죽은 자들의 거처를 의미한다. 이는 악인이든 의인이든 천국에 들어가기 전까지 머무는 장소를 뜻한다. 교리서(CCC 633)는 이 장소가 바로 그리스도께서 내려가신 "지옥"이라고 설명한다.

그리스도의 죽음은, 천국에 들어가는 것이 유보된 상태였던 의인들을 해방시켰지만, 지옥의 형벌을 받은 자들(damned)에게는 아무런 효력이 없었다. 교리서는 이를 다음과 같이 명시한다:
아브라함의 품에서 구세주를 기다리던 거룩한 영혼들이 바로 주 예수님께서 지옥에 내려가셨을 때 해방시킨 자들입니다." (CCC 633)
죽은 자들의 거처를 일종의 공간으로 이해하는 것이 일반적이긴 하지만, 가톨릭 교회의 문서들은 이러한 해석을 강요하지는 않고 그 대신 이를 "상태(state)" 또는 "장소(place)"라고 언급한다.

토마스 아퀴나스는 그리스도께서 "지옥의 잃어버린 자들(Hell of the lost)"에게 본질적으로 내려가신 것이 아니라, 죽음의 효과(effect of his death)로 그들에게 내려가셨다고 가르쳤다. 아퀴나스는 이렇게 설명한다:
"그분께서는 불신앙과 사악함으로 인해 잃어버린 자들에게 수치를 주셨고, 연옥에 갇힌 자들에게는 영광에 이를 희망을 주셨으며, 원죄로 인해 지옥에 갇힌 거룩한 조상들에게는 영원한 영광의 빛을 비추셨다."
어떤 이들은 그리스도께서 단순히 "조상들의 고성소"에 내려가셨다고 주장한다. 그러나 한스 우르스 폰 발타자르는 아드리엔 폰 슈파이어(Adrienne von Speyr)의 환시에 영감을 받아, 이것이 단순한 하강이 아니었으며, 그리스도께서 실제로 고통을 겪으셨다고 해석하였다. 이외에도 다양한 신학적 해석이 가능하며, 정통 신앙의 범위를 넘어서지 않는 한 자유로운 신학적 논의가 허용된다. 그러나 발타자르의 해석은 보수적인 가톨릭 매체들로부터 강한 비판을 받기도 했다.

### 루터교
마르틴 루터는 1533년 토르가우에서 설교를 통해 그리스도께서 지옥에 내려가셨다고 선언하였다. 또한 루터교의 일치 신조에서는 다음과 같이 명시한다:
"우리는 예수 그리스도께서 장사된 후에, 신성과 인성을 지닌 전체 인격체로서 지옥에 내려가셨으며, 마귀를 정복하고, 지옥의 권세를 파괴하였으며, 마귀로부터 모든 권세를 빼앗으셨다는 것을 믿는다." (확정 선언서(Solid Declaration), 제9조)
루터 사후에는 그리스도의 지옥 강하가 승리의 행위인지, 아니면 굴욕의 행위인지에 대한 신학적 체계화 시도가 이어졌다. 그러나 루터에게 있어 그리스도의 수치은 결코 영광스러운 승리와 완전히 분리될 수 없었다. 이에 대한 설명을 요구받았을 때, 루터는 이렇게 답하였다:
"평신도들에게는 과거에 스테인드글라스나 다른 자료를 통해 배운 대로 이 교리를 전하는 것으로 충분하다."

### 성공회
성공회는 전통적으로 중간 상태인 하데스, 즉 게헨나와 낙원이 있으며, 두 영역 사이에는 넘을 수 없는 간극이 존재한다고 가르치도록 허용하였다.
'지옥'(hell)으로 명시하고 있는 사도신경과 달리 현대의 성공회 기도서에서는 이를 "죽은 자들에게 내려가셨다(descended to the dead)"라고 표현하고 있다. (BCP, pp. 53, 96)

### 칼뱅주의
장 칼뱅은 많은 기독교인들이 하나님의 심판으로부터 구속받았다는 것이 무엇을 의미하는지 진지하게 고려하지 않는다고 우려하였다. 그는 다음과 같이 강조하였다:
"우리가 구원을 얻기 위해 하나님의 아들이 치른 대가가 얼마나 큰지 깊이 깨닫는 것이 우리의 지혜이다."
칼뱅은 "사도신경"의 "지옥에 내려가셨다"는 구절이 신앙의 핵심에 매우 중요하다고 주장하며, 이렇게 말했다:
"만약 이 조항을 사도신경에서 빼는 것에 대해 의문을 가진 사람이 있다면, 그것이 우리의 구속의 핵심에서 얼마나 중요한지를 곧 깨닫게 될 것이다. 만약 생략된다면, 그리스도의 죽음이 주는 유익 중 많은 부분이 사라질 것이다."
그러나 칼뱅은 그리스도께서 지옥에 내려가 죄인을 해방시켰다는 개념을 강하게 반대했다. 대신 그는 그리스도께서 고난의 완성을 위해 지옥에 가셨다고 해석하였다.
개혁주의 신학에서는 "그가 지옥에 내려가셨다"는 구절을, 예수가 죽기 전에 겪은 고통과 굴욕을 의미한다고 해석한다. 이 고난은 하나님의 심판을 대신 받으신 것으로서, 그리스도께서 죄인을 대신하여 감당하신 영적인 고통을 포함한다. 이 교리는 믿는 자들에게, 그리스도께서 죄에 대한 하나님의 심판으로부터 그들을 구속하셨다는 확신을 주기 위한 것으로 설명된다.

## 교리의 거부
지옥 강하(Harrowing of Hell) 교리는 루터교, 가톨릭, 개혁주의, 동방 정교회 전통에서 가르쳐지고 있으나, 이 교리를 거부하는 이들도 다수 있다. 이들은 "성경적 근거가 부족하고, 예수님의 말씀과도 모순된다"고 주장한다.
예를 들어, 존 파이퍼는 "그리스도께서 지옥에 내려가셨다는 성경적 근거는 없다"라고 말하며, 사도신경을 고백할 때 "그가 지옥에 내려가셨다"는 구절을 생략한다.
웨인 그루뎀 또한 사도신경을 고백할 때 이 구절을 생략한다. 그는 다음과 같이 말했다:
"‘그가 지옥에 내려가셨다’는 구절을 옹호하는 유일한 주장은 그 구절이 오랫동안 존재해왔다는 것이다. 그러나 오래된 실수도 여전히 실수다."
오순절 교회의 애드리안 워녹(Adrian Warnock) 역시 그루뎀의 의견에 동의하며 다음과 같이 말했다.
"고대의 신앙고백서(사도신경)의 일부 번역에서는 예수님께서 '지옥에 내려가셨다'고 되어 있으나, 그분이 실제로 그렇게 하셨다는 성경적 증거는 없다."

### 영혼멸절설
위에서 언급한 관점들은 전통적인 영혼 불멸 신앙을 공유하지만, 일부 교파에서 따르는 영혼멸절설은 이와 다른 관점을 제시한다. 유한론적 관점에서는 사도행전 2장 27절과 31절을 해석할 때, "지옥(Hell)"이라는 단어를 70인역에서 사용된 하데스와 동일시하고, 이는 구약성경의 셰올과 같다고 본다.
윌리엄 틴들과 마르틴 부처는 사도행전 2장의 하데스가 단순히 무덤의 은유라고 주장하였다. 또한, 크리스토퍼 칼라일(Christopher Carlisle)과 월터 델로이너스(Walter Deloenus)는 사도신경에서 이 조항을 삭제할 것을 주장하였다.
존 밀턴도 자신의 유한론적 관점 때문에 그리스도의 생애를 묘사할 때 지옥 강하 장면을 피하였다. 사도행전 2장의 하데스 해석은 후대의 성공회 신학자인 E. W. 불린저에게서도 나타난다.
기독교 유한론자들은 그리스도의 지옥 강하에 대해, 죽은 자들이 의식이 없기 때문에 예수께서 실제로 방문할 대상이 없었다고 본다. 그러나 예수께서도 사망 중 의식이 없었는지에 대해서는 의견이 다르다:
1. 마르틴 루터와 같은 대부분의 개신교 '영혼수면설(soul sleep)' 지지자들은 예수께서 죽은 자들과 같은 상태가 아니었으며, 육체는 하데스에 있었지만, 삼위일체의 두 번째 위격으로서 예수는 하늘에서 의식이 있었다고 믿는다.[32]
2. 소시니안주의, 크리스타델피안과 같은 반삼위일체론 기독교 유한론자들은 "죽은 자는 아무것도 알지 못한다"는 격언이 예수께서 사흘 동안 의식이 없었다는 것까지 포함한다고 믿는다.[33]